# تشارلز إرنست غولت
تشارلز إرنست غولت هو سياسي كندي، ولد في 19 سبتمبر 1861 في مونتريال في كندا، وتوفي بنفس المكان في 25 ديسمبر 1946. نشط حزبياً في Conservative Party of Quebec (historical) ‏. وقد انتخب عضو الجمعية الوطنية في كيبك ‏.